# Hans Croon
Pour les articles homonymes, voir Croon.
Hans Croon est un entraîneur néerlandais de football né le 25 mai 1936 en Indonésie et mort le 5 février 1985 à Rotterdam à la suite d'un accident de la route.

## Parcours d'entraineur
- 1969-1972 :  FC Volendam
- 1972-1974 :  KSV Waregem
- 1974-1975 :  Lierse SK
- 1975-1976 :  RSC Anderlecht
- 1976-1978 :  NEC Nimègue
- 1978-1979 :  VVV Venlo
- 1979-1981 :  KSV Waregem
- 1982-1983 :  Lierse SK

## Palmarès
Il a remporté la Coupe d'Europe des vainqueurs de coupe en 1976 avec le RSC Anderlecht, contre West Ham United (victoire 4-2).